# Szent Kozma és Damján
Szent Kozma és Damján (ógörögül: Κοσμάς και Δαμιανός, Koszmasz és Damianosz), (Arab-félsziget, 3. század – Aegeae, 287 körül) szentté avatott ókeresztény vértanúk, orvosok.

## Életük
Életükről kevés bizonyítható adat maradt fenn. Három egymástól több ponton eltérő hagyomány is fennmaradt. Ezek származása ázsiai, római illetve arab legenda. Ezen legendák egyetértenek abban, miszerint Damján Arábiából származott, és Kozmával együtt Kis-Ázsiában, a kilikiai Aegeában folytattak orvosi gyakorlatot. Mindketten igen buzgó keresztények voltak. Orvosi szolgálatukért nem fogadtak el pénzt, ellenben buzgóságuk miatt nemcsak orvosai, hanem apostolai is lettek a városnak. Legendájuk szerint egy súlyosan elfekélyesedett lábú etiópot – akiről már mindenki lemondott – az imádság erejével meggyógyítottak. 
Mind a ketten a Diocletianus római császár által elrendelt 303-as keresztényüldözés alkalmával szenvedtek vértanúhalált. 
Tiszteletük az egyházban hamarosan elterjedt, és a I. Iusztinianosz bizánci császár által a tiszteletükre emelt templomba betegek ezrei zarándokoltak el gyógyulást keresve. Amikor Párizsban 1260-ban megalakult a sebészek első kollégiuma, őket választotta védőszentül, s ez idő óta az orvosok és sebészek védőszentjeiként tisztelik őket. Emléknapjuk a római katolikus egyházban szeptember 26., az ortodox kereszténység november 1-jén ünnepli őket.
Nevük a Római katolikus liturgiában is szerepel.

## Művészi ábrázolásaik
Egyik szobruk — kettejük között Krisztus alakjával — a prágai Károly híd on áll. 

### Szent Kozma és Szent Damján képei a magyar Szent Koronán
A magyar Szent Korona úgynevezett Corona Graeca részén található meg Szent Kozma és Szent Damján arcképe. A bal oldalon található kép Szent Kozmát, a jobb oldalon található kép Szent Damjánt ábrázolja.  

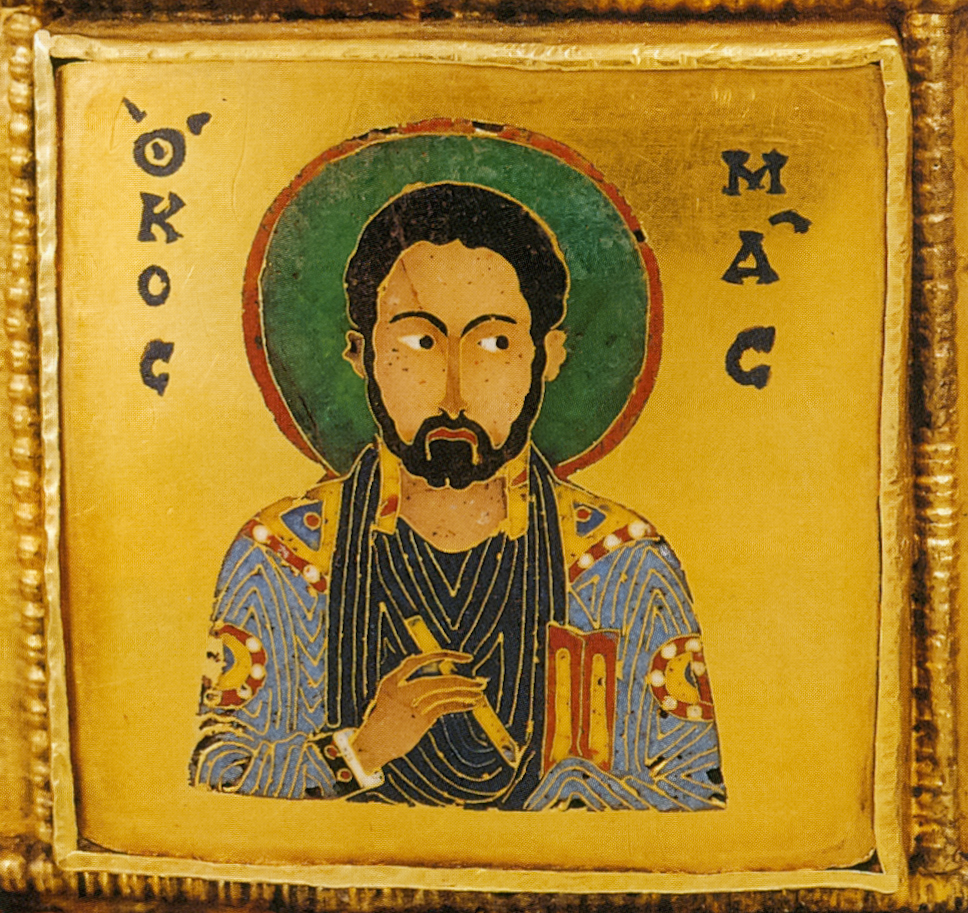
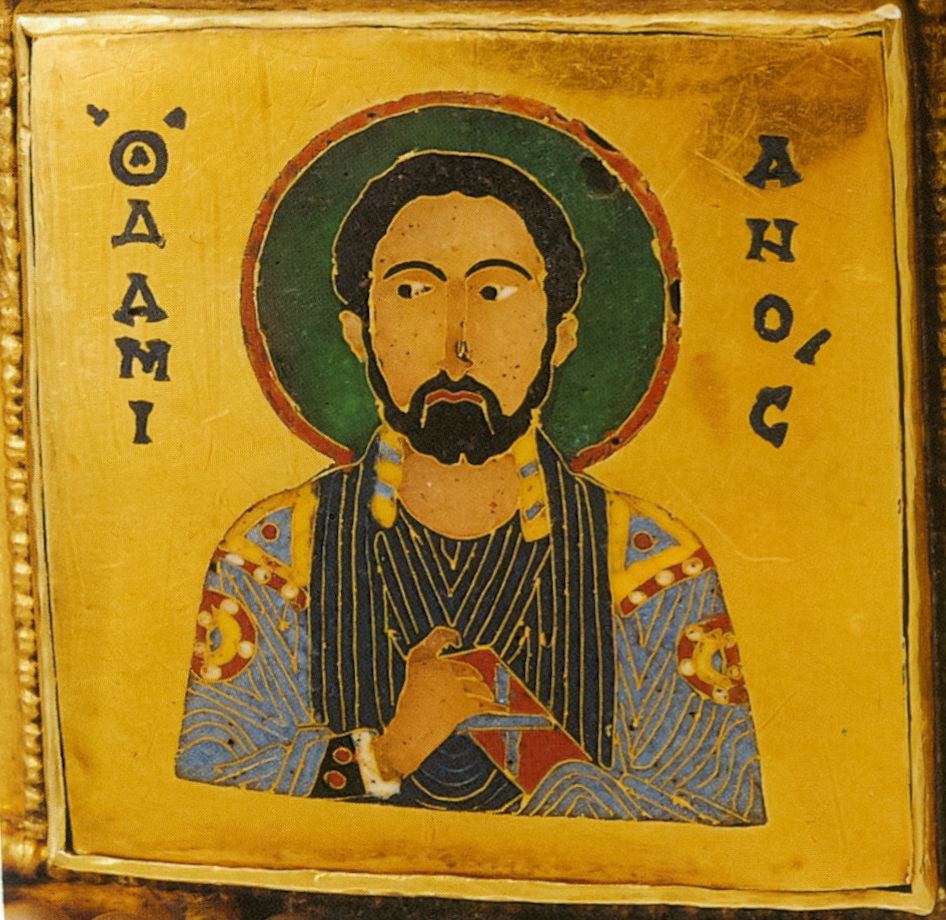

## Tiszteletükre szentelt templomok

### Ausztrália

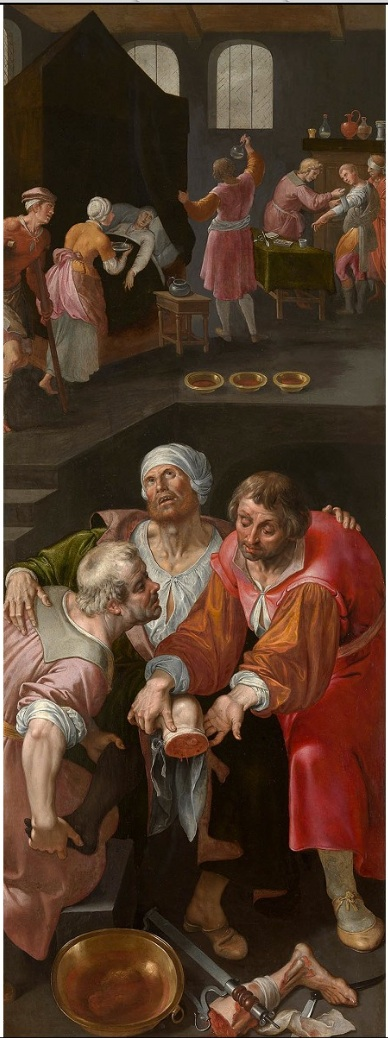
The Charity of Saints Cosmas and Damian, Ambrosius Francken

- Szűz Mária & Szent Kozma és Damján kopt ortodox templom
- St Damians Catholic Church, Bundoora,  Victoria

### Horvátország
- Church of Saints Cosmas and Damian, Lastovo

### Nagy-Britannia
- Blean, Kent, Church of St Cosmus and St Damian in the Blean;
- Challock, Kent;
- Keymer, Sussex,  St Cosmas and St Damian Church, Keymer;
- Sherrington, Wiltshire, church of St Cosmo  and St Damian, in the Benefice of the Upper Wylye Valley;
- Stretford, near Leominster, Herefordshire

### Franciaország
- Saint Côme-Saint Damien church, Luzarches, Val d'Oise, Franciaország
- Saint Côme-Saint Damien church, Párizs, Franciaország
- Saint Côme-Saint Damien church, Chamboulive, Franciaország
- Saint Côme-Saint Damien church, Serdinya, Franciaország

### Magyarország
- Szent Kozma és Damján templom, Vát
- Szent Kozma és Damján római katolikus templom, Zalaszántó 1236 (Középkori Magyarország Levéltári Forrásainak Adatbázisa DL 91106)
- Szent Kozma és Damján templom, Bogyoszló[2]
- http://zalaszantoiszeker.hupont.hu/48/szent-kozma-es-damjan-romai-katolikus
- http://zalaszantoiszeker.hupont.hu/49/szent-kozma-es-damjan-romai-katolikus

### Olaszország

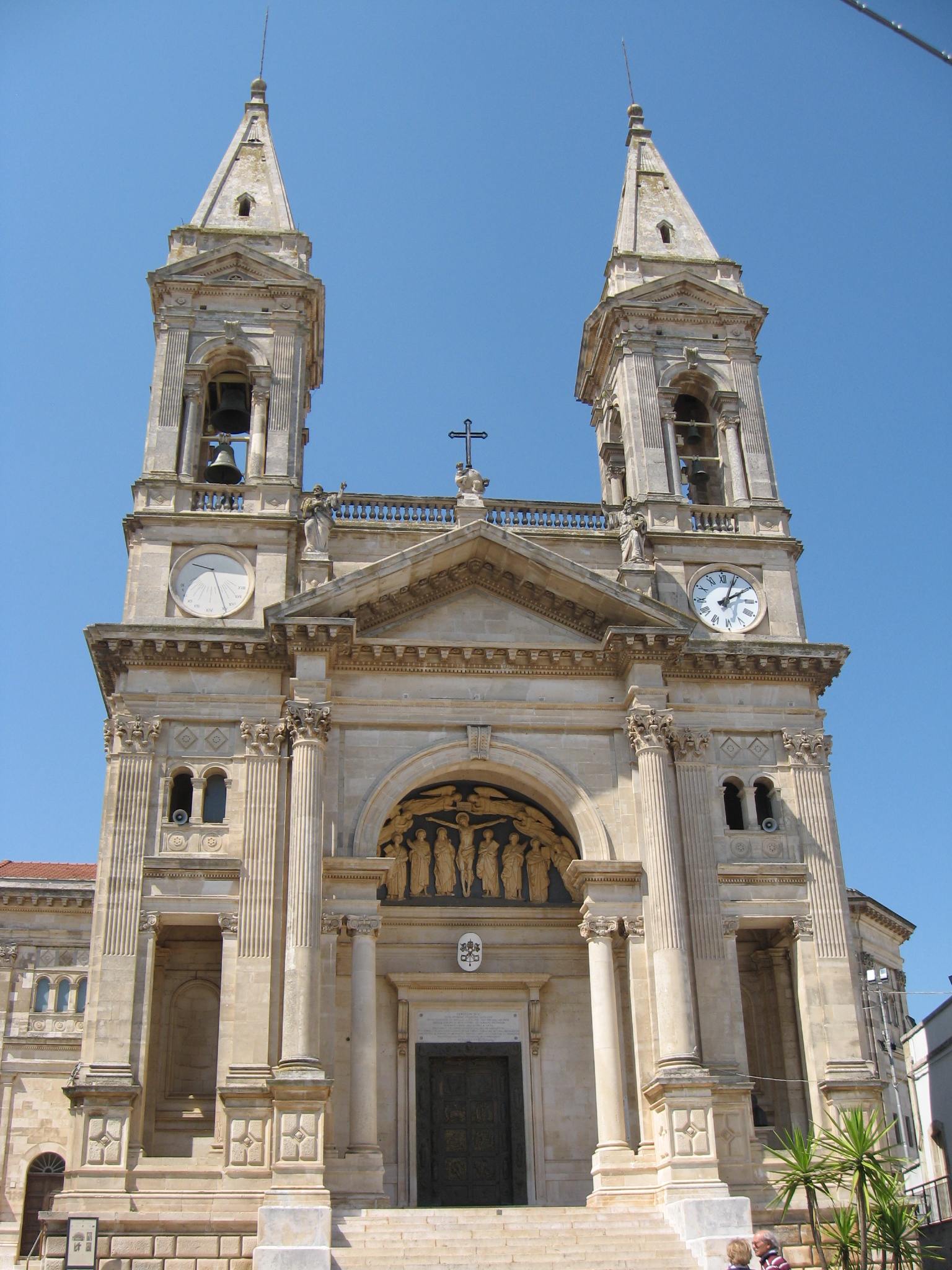
Orvosszentek bazilikája, Alberobello, Olaszország

- Santi Cosma e Damiano, Alberobello

### Oroszország
- Church of Cosmas and Damian, Novgorod

### Románia
- Szent Kozma és Damján-templom (Marosvásárhely)
- Szent Kozma és Damján-fatemplom (Vidra)

### Szerbia
- Church of Saints Cosmas and Damian, Ivanjica

### Szlovákia
- Cigelka, Eperjesi kerület, Bártfai járás
- Szekcsőalja, Eperjesi kerület, Bártfai járás

### Goa
- Church of Saant Cosme ani Damiao, Bogmalo

## Források

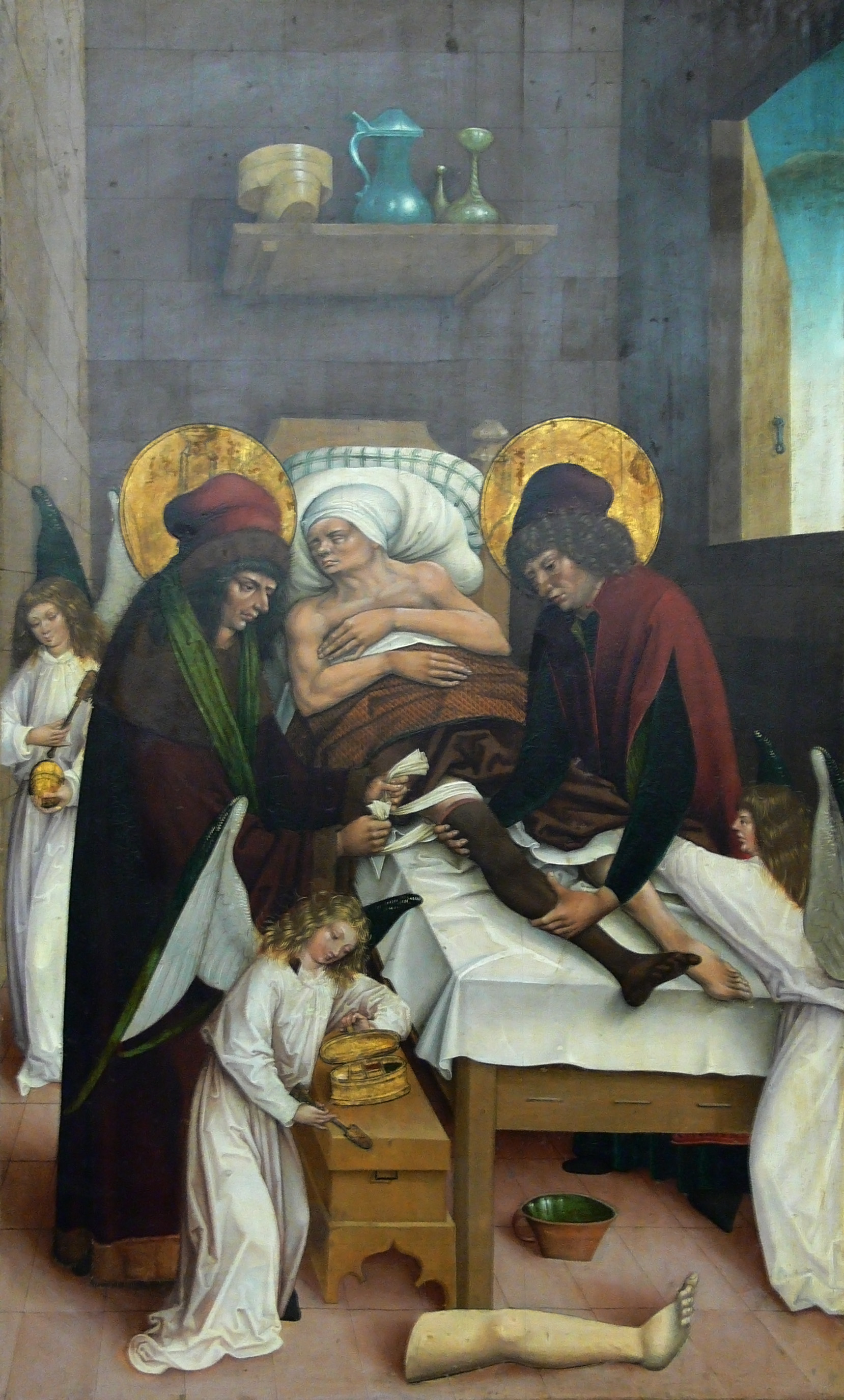
Szent Kozma és Damján

## Fordítás
- Ez a szócikk részben vagy egészben  a   Saints Cosmas and Damian című angol Wikipédia-szócikk fordításán alapul.  Az eredeti cikk szerkesztőit annak laptörténete sorolja fel. Ez a jelzés csupán a megfogalmazás eredetét és a szerzői jogokat jelzi, nem szolgál a cikkben szereplő információk forrásmegjelöléseként.